# Galante Conduite

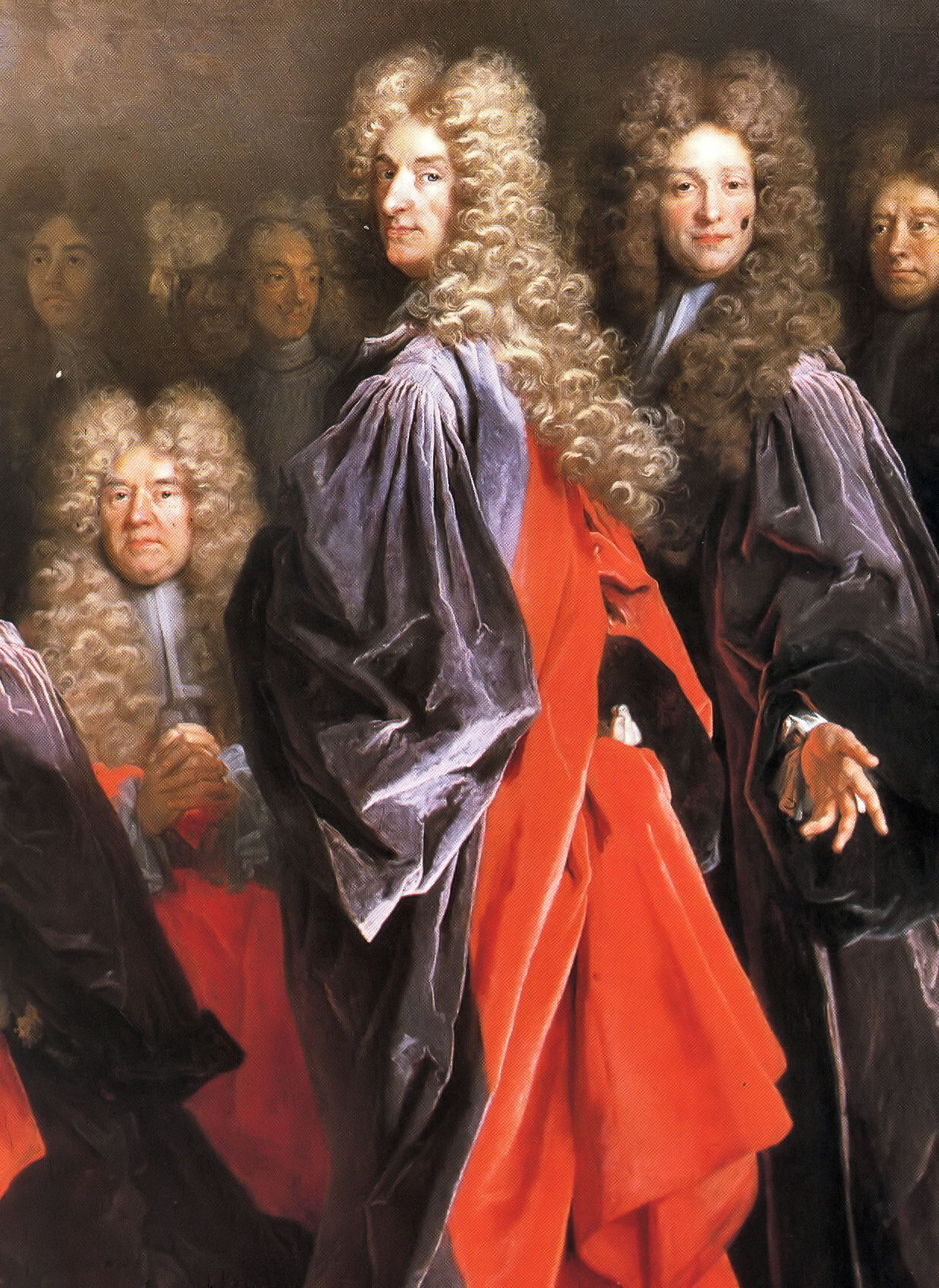
„Die Regeln der Conversation sind einerley mit Freunden, Feinden und Unbekandten“ Nicolas de Largillière Ex-voto a sainte-genevieve, frühes 18. Jahrhundert

Galante Conduite ist eine Begriffsfügung des 17. und frühen 18. Jahrhunderts, mit der ein am Hof orientiertes Verhalten bezeichnet wird. Das Wort „galant“ verweist dabei auf das Stil- und Standesideal, das sich vor allem in aristokratischer Gesinnung und Zuvorkommenheit im Umgang mit dem anderen Geschlecht zeigt; „Conduite“ ist als französisches Lehnwort für Aufführung, Benehmen, Verhalten der zweite Teil des Begriffs, der sich damit offen auf französische Moden ausrichtet.

## Verbreitung des Begriffs
Die Begriffsfügung gewann im Lauf des 17. Jahrhunderts eine extrem breite Verwendung. Maßstäbe galanter Conduite werden an die Organisation militärischer Kampagnen gelegt: Mit galanter Conduite (englisch gallant conduct) weisen sich die Feldherren aus, die im Spanischen Erbfolgekrieg und im Großen Nordischen Krieg dafür sorgen, dass Verluste in der Zivilbevölkerung (verglichen mit dem Dreißigjährigen Krieg) verhältnismäßig gering bleiben. Der „anständige“ (den Stand respektierende) Umgang mit Kriegsgefangenen gehört in dasselbe Verhaltensideal, das John Churchill, 1. Duke of Marlborough, den Eugen von Savoyen (besungen als „Prinz Eugen, der edle Ritter“) und auf französischer Seite dem Marchal de Tallard wiederholt propagandistisch zugesprochen wird. Die neuen Kriege werden dank der gewahrten Conduite gegenüber den vorangegangenen als „modern“ und „zivilisiert“ wahrgenommen.
Die galante Conduite spielt in der hohen Politik eine eigene Rolle als Ideal diplomatischer Klugheit. Politische Publizisten untersuchen so die Conduite führender Akteure.
Das Verhaltensideal findet gleichzeitig, ab den 1680ern, weite Akzeptanz als universelles Ideal europäischen Verhaltens, dessen sich Bürger und vor allem aber jugendliche Karriereanwärter wie Studenten bedienen sollen. Eine Kritik am Galanten setzt mit seiner Etablierung ein, drängt aber erst ab dem zweiten Jahrzehnt des 18. Jahrhunderts Propagandisten der galanten Coduite zunehmend in die Defensive.

## Traditionen „politischer Klugheit“

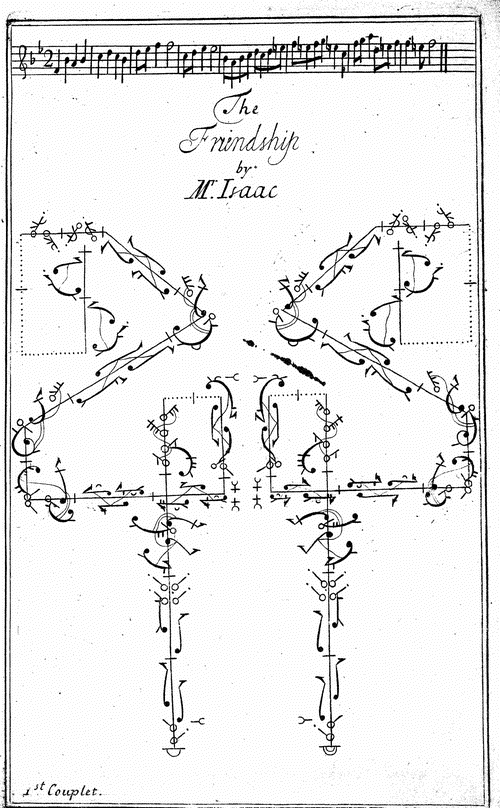
„Ein galanter Mensch muß in allem seynem Thun natürlich seyn […] tantzet er, so muß er es ohne Affectirung der Kunst, aber doch mit Verwunderung aller Zuschauer thun.“ Seite aus The friendship: Mr. Isaac's new dance for the year 1715.

Auf dem Markt der Verhaltensratgeber, der im 17. und 18. Jahrhundert weitgehend losgelöst vom Markt religiöser Verhaltensratgeber floriert, geht die Produktion von Ratgebern galanter Conduite nahtlos aus der Produktion von Ratgebern „klugen Verhaltens bei Hofe“ und „politischer Klugheit“ hervor. Sie bestimmen zwischen den 1590ern und den 1680ern den Markt in heimlicher Ausrichtung an und offener Distanzierung von Machiavellis Il Principe (1513/32). Die zentralen Autoren, an die Ratgeber galanter Conduite offen anknüpfen, sind Francis Bacon und Baltasar Gracián – Bacon als Autor der Essays, Civil and Moral (1597/1625), Gracián als Verfasser des El Discreto (1646, deutsch Der kluge Weltmann) sowie des Oráculo manual y arte de prudencia (1647, deutsch: Handorakel und Kunst der Weltklugheit). Die Bücher der politischen Klugheit sind bereits auf den Hof ausgerichtet und mit Titeln wie denen Bacons und Gracians freier, interpretierbarer und damit so flexibel formuliert, dass sie sich überformen und neu auslegen lassen. In den 1680ern werden sie bruchlos von den Propagandisten galanter Conduite vereinnahmt. Sie würdigen die Ausrichtung auf das vernünftige kalkulierende Verhalten, das besonders im Umgang mit Geheimnissen und Stimmungen taktische Raffinesse erweist. So heißt es bei Gracian:

„Auß offener Karte spielen, ist weder nützlich noch erfreulich. Wer an sich halten kan, der hat das Mittel, die Gemüther anderer Leute in suspenso zu halten, in Händen, vornehmlich wenn es wichtige Sachen, auf welche jederman ängstlich wartet, betrifft. Wer das kan, der machet daß man alle seine Sachen vor Geheimnisse hält, und das erweckt eine Hochachtung.“

Christian Thomasius formuliert direkter und im Du auf die studentische Kundschaft ausgerichtet:

„Wilst du überdieses absonderliche Regeln haben? Laß niemand mercken, was du vorhast. Manchen würden seine Feinde keinen Schaden gethan haben, wenn er hätte schweigen können. Stelle dich als hättest du was anders vor, oder wenn dieses nicht angehet, so verbirg zum wenigsten, was du thust; so werden sie dir selten schaden. Denn geschehene Dinge, bleiben geschehene Dinge, und was noch nicht geschehen ist, kan leichter verhindert, als das, was geschehen, redressiret und ungültig gemachet werden“

Verstellung, „Dissimulation“ ist eine wesentliche Organisationsform galanter, politisch kluger Conduite. In mehreren der Ratgeber führt dies zu moralischen Entscheidungsproblemen, da Verstellung demnach das Verhalten von Verbrechern wie moralischen Vorbildern auszeichnet:

„Arglistigkeit und Klugheit kommen darinnen überein, daß sie beyderseits geschickte und sichere Mittel zu Erlangung ihres Endzweckes zu ergreifen wissen.“

Die Ziele machen den Unterschied, so die allgemeine Regel, doch ist der Vertreter galanter Conduite eben auch angehalten, seine Ziele zu verschleiern. Selbst darin, wie man mit Freunden und Feinden umgeht, fallen erkennbare Unterschiede zwischen Gut und Böse in sich zusammen: Man bedient sich aller Menschen, um eigene Ziele zu erreichen. Wer Freund und wer Feind ist, entscheidet sich flexibel in der Situationsanalyse. Freunde sind die, die einem bei Erreichen der Ziele nutzen, Feinde sind die, die eigenen Plänen entgegenstehen:

„Denn Freunde heissen: Die ihre Kräffte zusammen setzen, damit einer des andern Vorhaben befördere, und das Vorhaben ihrer Feinde hintertreibe. Hingegen werden diejenigen Feinde genennet, deren einer des andern Vorhaben zu verhindern trachtet.“

Zum klugen Umgang mit Freunden gehört das kalkulierte Dosieren von Vertrauen und Nähe.

„Zu diesen Zweck gelanget man nicht nur, wenn man ihnen einen Theil der Höffligkeit entziehet; sondern auch zuweilen, wenn man dieselbe verdoppelt, und hingegen der Vertrauligkeit etwas abbricht. Denn daraus werden sie leicht schliessen, daß unsere Freundschafft abnehme, wenn man mit ihnen so viel Ceremonien machet, als man in täglicher Conversation mit Freunden zu machen pfleget.“

Thomasius fasst das ohne weitere Sentimentalität zusammen. Es gibt so besehen nur situationsbedingte Unterschiede zwischen Feinden und Freunden. Im Umgang mit ihnen in der Conduite, derer man sich in der Conversation zu befleißigen hat, bestehen keine Unterschiede, sie ist in jedem Fall taktisch und strategisch ausgerichtet:

„Die Regeln der Conversation sind einerley mit Freunden, Feinden und Unbekandten.“

Bei galanten Autoren wie Christian Friedrich Hunold, alias Menantes, finden sich die prägnanten Schlussfolgerungen etwa in Maximen wie:

„In der Conversation muß man sich einbilden, als ob man Schach spiele; und also wohl zusehen, wie das Spiel steht, ehe man einen Stein bewegt.“

## Ausrichtung auf aktuelle Moden

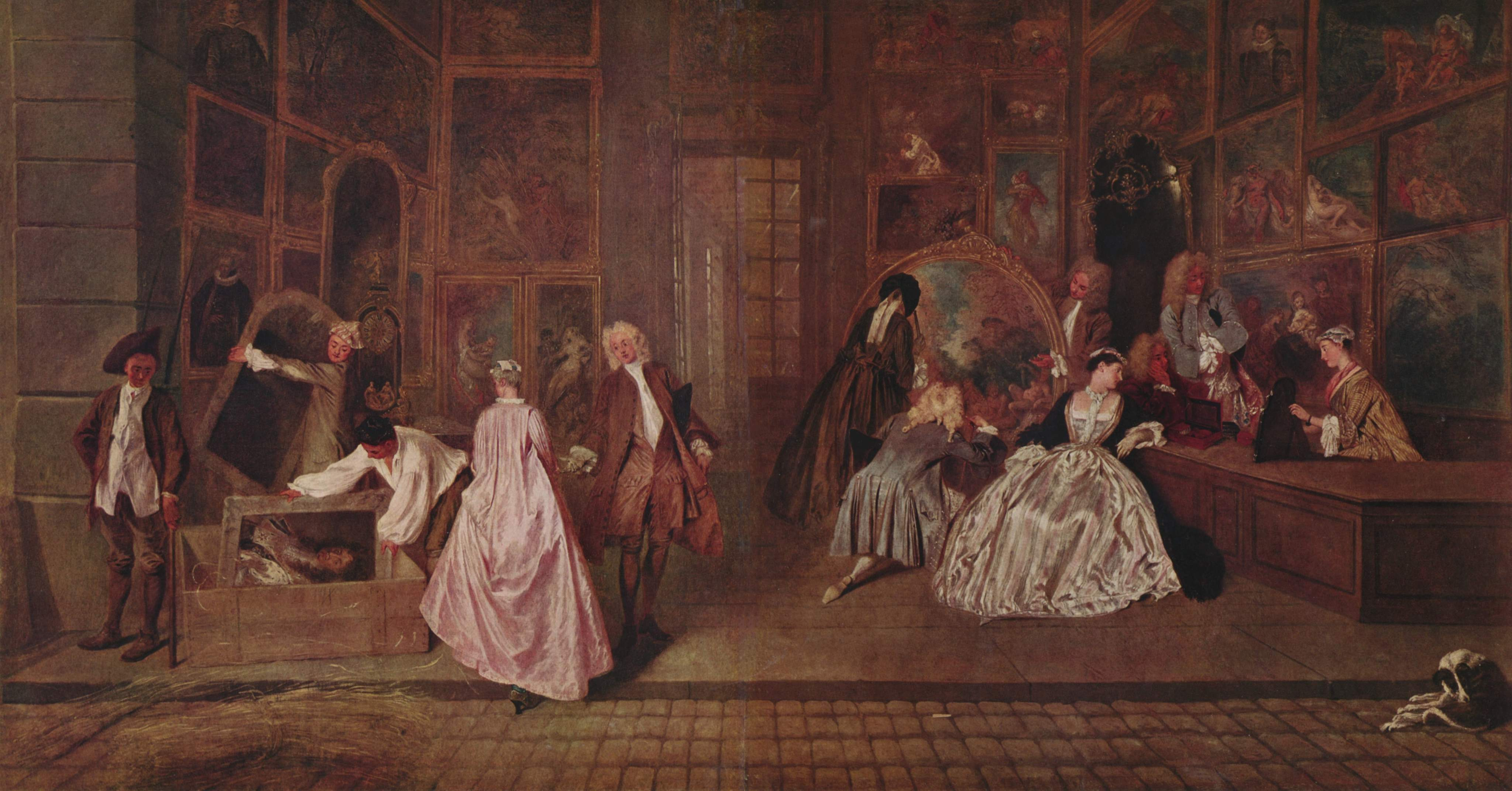
Antoine Watteau: Das Ladenschild des Kunsthändlers Gersaint, 1720/21

Was die Ratgeber galanter Conduite insbesondere aufweisen, ist eine Orientierung an den aktuellen Moden. Hier konkurrieren sie mit der laufenden Produktion galanter Romane, die sich selbst wiederholt als Lehrbücher des Galanten verkaufen. Hinzu kommt mit ihnen eine besondere Ausrichtung auf Stimmungen. Das hat vor allem damit zu tun, dass sich das Galante am klarsten in der Konversation mit Frauen beweist und ostentativer als das allein politisch kluge Verhalten auf die Annehmlichkeit ausgerichtet ist, die man klugerweise in den Augen anderer, insbesondere der Frauen, gewinnen soll.
Typisch für die Empfehlungen zur Lektüre von Romanen, zum Besuch von Opern und zur Aneignung der Zeitungsgeschichte sind die Anweisungen, die Johann Christian Wächtler, Commodes Manual oder Hand-Buch (1709?) gibt:

„43. Will man aber eine geschickte Rede machen lernen, so bediene man sich zuförderst derer schönsten Romanen in derselbigen Sprache derer man kundig ist, darunter denn unter den Teutschen des so genennten und bekandten Talanders seine Wercke wohl das Præ behalten.
44. Diese müssen aber nicht zu dem Ende bloß gelesen werden, damit man nur die Historien und Intriques d'amour samt deren Verlauff an und vor sich begreiffe, sondern über dieses wird hauptsächlich erfordert, daß der Leser wohl Acht habe auf die darinne vorkommende Discourse und Unterredungen absonderlich aber auf die eingemischte verständige Redens-Arten.
[…]
47. Ferner contribuiret auch hierzu nicht wenig die Lesung der Opern, insonderheit bey denen Liebhabern der teutschen Poesie, wiewohl auch sonst dieselben und à part die Arien der Eloquence ein grosses Licht geben, woferne man nur beym Durchlesen dasjenige gleichfalls beobachtet, was § 44. 45. und 46. erwehnet worden, welches denn bey Lesung derer wöchentlichen Gazetten zu thun, als insonderheit nebst andern zu recommendiren seynd.“

Die hier zu gewinnende Belesenheit stattet den Gewinner galanter Conduite mit Gesprächsthemen aus wie mit Mustern der Gesprächsführung. Die galante Interaktion richtet sich dabei vor allem auf das weibliche Geschlecht aus, das bei Hof wie im privaten Umgang unter Bürgern mit dem Galanten Präsenz und Hochachtung gewinnt. Mehrere Autoren verfassen zwischen 1670 und 1730 Bücher, die das weibliche Geschlecht intellektuell zum Teil sogar körperlich Männern erscheinen lassen. Es gehört dabei zum Galanten der Dienst, den der Mann in der Konversation der jeweils ihm zugewiesenen Frau entgegenbringt. Die Konversation wird häufig offen als Liebes-Antrag geführt, mit dem die Frau konstruktiv (ihre Tugend bewahrend, ihre Interessen sichernd) umgehen muss. Das Galante entwickelt hier wie das politisch kluge Verhalten eine Oberfläche, die wahrend man Handlungsspielräume, größere Freiheiten gewinnt. Johann Leonhard Rost bezieht sich alias Meletaon im Vorwort seines Buches zur Tanzkunst bei den eingehenderen Erklärungen auf Benjamin Neukirch:

„Ich hoffe, es soll mir nicht als ein Diebstahl angerechnet werden, wenn ich etliche Worte aus des Herrn Benjamin Neukirchs Anweisung zu Teutschen Brieffen hier anziehe, denn ob mir gleich meine eigene Gedancken zu eröffnen getraue, so zweiffle doch ob sie besser zu Papier bringen könnte, als sie dieser unvergleichliche Mann entworffen, da er pagina 306. von galanten Brieffen geschrieben: Ein galant homme, spricht er, ist bey denen Frantzosen nichts anders, als ein munterer und aufgeweckter Kopff, welcher durch seine artige Einfälle, dem Frauenzimmer zu gefallen suchet: durch die Galanterie aber verstehen sie die Schertz-Liebe, oder diejenigen Süssigkeiten, welcher ein Galan seiner Maitresse zu sagen pfleget.“

Das Konzept der Schertz-Liebe werde nicht überall ebenso verstanden als Oberfläche eines Verhaltens, mit dem man angenehm in Gesellschaft agieren kann, es setzt sich Missbrauch aus, wie der Kritik an der Moral, mit der hier das Angebot zum Ehebruch zur Höflichkeit wird.

„Die Galanterie ist nichts anders, als eine schertzhaffte und dabey kluge Artigkeit: und diese ist weder in der Biebel noch sonsten verbotten. Sie ist das Mittel, grosse Gesellschafften zu unterhalten: Sie ist der Weeg, sich bey Hohen und Niedern beliebt zu machen. Gleich darauff setzet er aber weiter. Es sind gar wenig Leute, welchen diese Artigkeit von Natur gegeben ist drum hassen sie entweder dieselbe gar oder sie machen es wie die Affen, welche alles, was sie sehen nachthun wollen, aber auch das meinste verkehrt nachbilden. Aus diesem folget eben, was gedachter Author noch pag. 304. beygefüget: Ein galanter Mensch muß in allem seynem Thun natürlich seyn, und gleichwol, so natürlich er ist, so muß er doch auch in allen Dingen etwas besonders haben. Tantzet er, so muß er es ohne Affectirung der Kunst, aber doch mit Verwunderung aller Zuschauer thun: Singet er, so muß er gefallen, redet er, so muß er ergötzen, machet er Verse, so müssen sie durchdringen, und schreibet er endlich Brieffe, so muß er seine Gedancken, ehe er sie zu Pappier bringet, wohl untersuchen: wann sie aber geschrieben seyn, so müssen sie scheinen, als ob er sie ohne Bemühung geschrieben hätte. Verdrüßliche Dinge muß er angenehm, angenehm[e] verdrüßlich machen; Bey traurigen Begebenheiten Glück wünschen, bey glücklichen, betrübt zu seyn, oder auch Verweise zu geben wissen. Mit wenigen, er muß alles drehen können, wie und wohin er will. Solches aber zu erlangen, muß er nicht allein klug und von guter Erfindung, sondern auch lustig, artig, und ein Meister seiner Affecten seyn.“

Die Passage birgt wesentliche Momente des Galanten: seine Ausrichtung auf den Diskurs zwischen den Geschlechtern und die nicht nur aus moralischen Gründen anzustrebende Oberflächlichkeit – es gilt hier vor allem Handlungsspielräume zu gewinnen. Entscheidend sind Details: Mit purer Nachahmung ist galante Conduite nicht zu gewinnen. Man trainiert sich in allem Möglichen vom Tanzen bis zum Singen, um es beeindruckend tun zu können, und zwar so beeindruckend, dass man dabei den Anschein der Natürlichkeit gewinnt. Die galante Conduite zielt mit dieser Bemeisterung des Verhaltens auf einen konstruktiven Umgang mit Stimmungen ab. Der galante Held weiß sie nach Belieben zu wenden. Er ist in der Lage im traurigen Moment Glück zu wünschen, kann „alles drehen können, wie und wohin er will“. In zentralen Punkten wie „ein Meister seiner Affecten seyn“ spricht Meletaon wie die Autoren der römischen Stoa, die die vorangegangene Generation der Verhaltensratgeber bestimmten. Er unterscheidet sich symptomatisch in der Souveränität der Leichtigkeit, die hier das Ideal wird. Es gilt, als „munterer und aufgeweckter Kopff“ zu agieren, eine eigene „Lustigkeit“ ist hier gefordert – im frühen 18. Jahrhundert das Wort für Bereitschaft, mit Vergnügen zu handeln.

## Kritik am Galanten
Kritiker der galanten Conduite nahm bereits im 17. Jahrhundert Anstoß am Umgang zwischen den Geschlechtern, der hier zum guten Ton erhoben wurde. Das Angebot des Ehebruchs wird mit dem Galanten im prekären Fall zur spielerischen Eröffnung degradiert. Tatsächlich verbuchen viele der galanten Autoren Seitensprünge, besonders wenn sie unentdeckt und ohne weitere Gefühlsbindung bleiben als „bloße galanterien“. Die moralische Freizügigkeit im Urteil breitet sich zudem im späten 17. und frühen 18. Jahrhundert unter eigenen strategischen Gesichtspunkten aus. Skandalautoren und Skandalautorinnen brüsten sich mit galantem Verständnis für Interaktionen, die andere Leser moralisch zensieren würden, und gewinnen so den Vorwand, unter dem sie „verständnisvoll“ gegenüber dem galanten Publikum, mit dem sie die Moral teilen, Indiskretionen verbreiten können, Geschichten von Amouren und Affären. Es gehört zu diesem Umgang mit Öffentlichkeit, dass er jederzeit taugt diejenigen, die in den Berichten zu galanten Helden werden, öffentlich zu diskreditieren.
Die Bedeutung, die Frauen von galanten Autoren eingeräumt wird, die Gegenwart von Frauen auf dem internationalen Buchmarkt, werden im Lauf des 18. Jahrhunderts suspekt. Ein verantwortlicher Umgang mit der Presse, Schutz der Privatsphäre, werden im Lauf des 18. und 19. Jahrhunderts gegenüber der galanten Conduite zum Thema.
Eine durchgängige Kritik an der Ausrichtung des Verhaltens auf Strategien und Taktiken kommt dagegen erst im Verlauf des 18. Jahrhunderts auf. Sie bricht sich Mitte des Jahrhunderts mit weiblichen und wenig später auch männlichen Roman- und Dramenhelden Raum, die ihr Verhalten nicht länger beliebig einsetzen können. Zum einen werden die neuen empfindsamen Charaktere mit Schwächen ausgestattet, positiv ausgedrückt: die Verfasser gestehen ihnen das Recht zu, Schwächen zu haben. Ihr Verhalten können sie danach nicht mehr über Lehrbücher der Conduite optimieren, sie agieren der neuen Theorie nach aus Psychologien heraus, statt aus Kalkülen. Zum empfindsamen Verhalten gehört dabei gleichzeitig eine eigene Ohnmacht. Empfindsame Heldinnen erröten, wenn sie in der Öffentlichkeit auftreten sollen. Protagonisten, die berechnend agieren und ihr Verhalten öffentlichkeitswirksam trainieren, werden ab Mitte des 18. Jahrhunderts zu Gegenspielern der empfindsamen Helden, die allein ihrem Herzen verpflichtet handeln, selbst dann noch, wenn sie sich dabei schaden.
Das politisch kluge Verhalten wird mit dieser Neuorientierung nicht grundsätzlich disqualifiziert. Es bleibt dem Politiker vorbehalten, der sich gerade als Taktiker und Stratege profilieren soll. Die neue Aufteilung zeigt deutlich, dass es mit der Ablösung galanter Conduite und der Etablierung des empfindsamen, sensiblen Verhaltens Mitte des 18. Jahrhunderts vor allem um eine Neupositionierung des Privaten und insbesondere der Frau in der Öffentlichkeit geht.